# Género Queer
Género Queer: una autobiografía es una novela gráfica de 2019 escrita e ilustrada por la autora estadounidense Maia Kobabe. Relata el viaje de Kobabe desde la adolescencia hasta la edad adulta y la exploración que hace la autora de la identidad de género y la sexualidad, hasta identificarse finalmente fuera del género binario.
Género Queer tuvo inicialmente una pequeña tirada y se comercializó para adolescentes mayores y adultos. Fue entrando cada vez más en las colecciones de las bibliotecas de secundaria y bachillerato después de recibir en 2020 el Premio Alex, un galardón otorgado por la Asociación de Bibliotecas de Estados Unidos a "libros escritos para adultos que tienen un atractivo especial para los jóvenes de entre 12 y 18 años". Desde 2021, su inclusión en las bibliotecas estadounidenses, especialmente en las escolares, ha sido frecuentemente cuestionada por los padres, basándose en la presencia de algunas ilustraciones sexualmente explícitas. La Asociación de Bibliotecas de Estados Unidos lo clasificó como el libro más cuestionado en 2021.

## Creación y publicación
Después de salir del armario como no binaria en 2016 (que utiliza los pronombres Spivak) comenzó a dibujar caricaturas en blanco y negro sobre su experiencia con su identidad de género, y a publicarlas en Instagram. Más tarde, E utilizó estas caricaturas como base para Género Queer. E declaró que estaba motivada en parte por su dificultad para explicar su género a sus padres después de salir del armario.
Género Queer fue publicado por Lion Forge Comics el 28 de mayo de 2019, con una pequeña tirada inicial de 5.000 ejemplares. El libro se comercializó para adultos y adolescentes mayores, y Kobabe ha declarado que este era su público objetivo al hacerlo. Tras la fusión de Lion Forge con Oni Press en mayo de 2019, Oni–Lion Forge Publishing Group (OLFPG) ha seguido reeditando Género Queer ahora bajo su sello Oni Press. En julio de 2022, Oni Press publicó una nueva edición de tapa dura con un prólogo de ND Stevenson y un epílogo de Kobabe.

## Recepción de la crítica
La reseña de Publishers Weekly de febrero de 2019 afirmaba que "esta sentida autobiografía gráfica relata, con una honestidad a veces dolorosa, la experiencia de crecer sin conformarse con el género. [...] Kobabe es una dibujante directa que utiliza el medio con habilidad (aunque no sea especialmente elegante), incorporando muchos colores alegres, con un guión que resulta refrescante y no demasiado didáctico para el tema. Esta entretenida memoria-guía tiene un atractivo transversal para los adolescentes mayores (con la advertencia de que hay algún contenido sexual explícito) y seguramente provocará valiosas discusiones en casa y en las aulas". La novela gráfica también fue incluida en la "Encuesta de críticos de novelas gráficas de PW " de diciembre de 2019 donde Heidi MacDonald escribió que Género Queer es "una autobiografía de autodescubrimiento muy empática, plasmada en un estilo artístico limpio y elegante, que debería convertirse en un clásico del cómic queer".
Tegan O'Neil, para The Comics Journal en 2019, comentó que "más que unas simples memorias, el libro está diseñado para explicar el concepto mismo de ser no binario, comenzando con los primeros recuerdos de género de la autora y terminando con el descubrimiento de los pronombres Spivak (e, em, eir) y los primeros pasos de eir para conseguir que la gente que la rodea acepte y entienda dichos pronombres. [...] El arte de Kobabe es muy accesible y, sobre todo, agradable. Expone su historia personal con un grado de franqueza envidiable. [...] Una parte del libro detalla su historia sexual, así como una serie de aterradoras y dolorosas visitas al ginecólogo, e incluso en las áreas más delicadas el arte y la narración de Kobabe siguen siendo amables y claros". O'Neil también destacó que "los colores de Phoebe Kobabe son sólidos en todo el libro, una paleta de suaves pasteles y tonos tierra para comunicar una gama de emociones".
Jenni Frencham, para el School Library Journal de 2019, calificó la novela gráfica como un "gran recurso para quienes se identifican como no binarios o asexuales, así como para quienes conocen a alguien que se identifica de esa manera y desean entenderlo mejor" y afirmó que "encontrará eco entre los adolescentes, especialmente entre los fans de Fun Home de Alison Bechdel y I Wish You All the Best de Mason Deaver". Frencham destacó que "los tonos tierra apagados y los azules suaves se corresponden con el tono esperanzador y el ritmo mesurado. Las descripciones de los exámenes ginecológicos y del uso de los juguetes sexuales resultarán esclarecedoras para quienes no tengan acceso a esta información en otros lugares".
Jacob Roden, para The News-Gazette en 2020, escribió que "debido al formato, el libro es fácilmente digerible en una sola sesión, y Kobabe lleva de la mano al lector en cada paso del camino hacia la construcción del género. [...] Recomiendo encarecidamente este libro a cualquier persona interesada en aprender los fundamentos de la identidad de género. Las personas LGBTQ+ apreciarán especialmente la historia de la salida del armario y la llegada a la edad adulta, así como las frecuentes alusiones a los iconos queer". Roden calificó el estilo artístico de "sencillo, descriptivo, sin pretensiones y colorido" y destacó que la escritura transmite las "experiencias de Kobabe con propósito y franqueza en cada viñeta".
Sophie Brown, para GeekMom en 2022, comentó que "Género Queer no es un libro especialmente fácil de leer, pero es un libro poderoso" y que para alguien que se cuestione su identidad, "Género Queer será una voz reconfortante de alguien que ha recorrido estos mismos caminos". Brown también destacó algunos "momentos angustiosos" del libro: "La primera experiencia de Kobabe cuando se somete a una prueba de Papanicolaou es especialmente traumática y resonó en mí más de lo que esperaba, como sospecho que ocurrirá con muchas de nosotras que hemos tenido que someternos a ese procedimiento mientras nos sentimos incómodas con nuestros cuerpos y sexualidades. Otros momentos difíciles fueron la compra de ropa interior, la exploración de la masturbación y las citas. Si bien todos estos momentos son difíciles de leer, se abordan maravillosamente y con un sentido tanto de solidaridad como de conocimiento de que las cosas acabarán mejorando".

### Premios
En 2020, Género Queer fue uno de los diez libros que recibieron el Premio Alex de la Asociación de Bibliotecas de Estados Unidos, para "libros escritos para adultos que tienen un atractivo especial para los jóvenes de entre 12 y 18 años". Ese mismo año, el libro también fue finalista del Stonewall Book Award de no ficción. Estos premios hicieron que el libro estuviera más disponible en las bibliotecas escolares.

## Censura y controversia
Se ha señalado que Género Queer está en el centro de una oleada más amplia de retos a libros con contenido LGBT en 2021, con otros ejemplos como Lawn Boy y All Boys Aren't Blue. La Asociación de Bibliotecas de Estados Unidos lo clasificó como el libro más cuestionado en 2021.
Kobabe ha declarado que las ventas del libro han aumentado a raíz de las críticas, y que la controversia ha contribuido a mejorar su imagen. E ha instado a aquellos que quieran cuestionar el libro a que lo lean en su totalidad, en lugar de emitir un juicio basado en un pequeño número de imágenes. Tara Lehmann, directora de publicidad de Oni Press, declaró a Publishers Weekly en junio de 2022 que "vender más ejemplares no soluciona el problema intrínseco: la gente intenta vigilar lo que otros leen. Estamos en contra de la prohibición de libros, de cualquier tipo" y añadió que "Oni apoya a las escuelas, las bibliotecas y las organizaciones lo mejor que puede, pero 'nuestro enfoque principal es apoyar a Maia y asegurarnos de que estamos haciendo todo lo posible para garantizar que Género Queer esté disponible para todas y cada una de las personas que quieran leerlo'".

### Imágenes sexuales

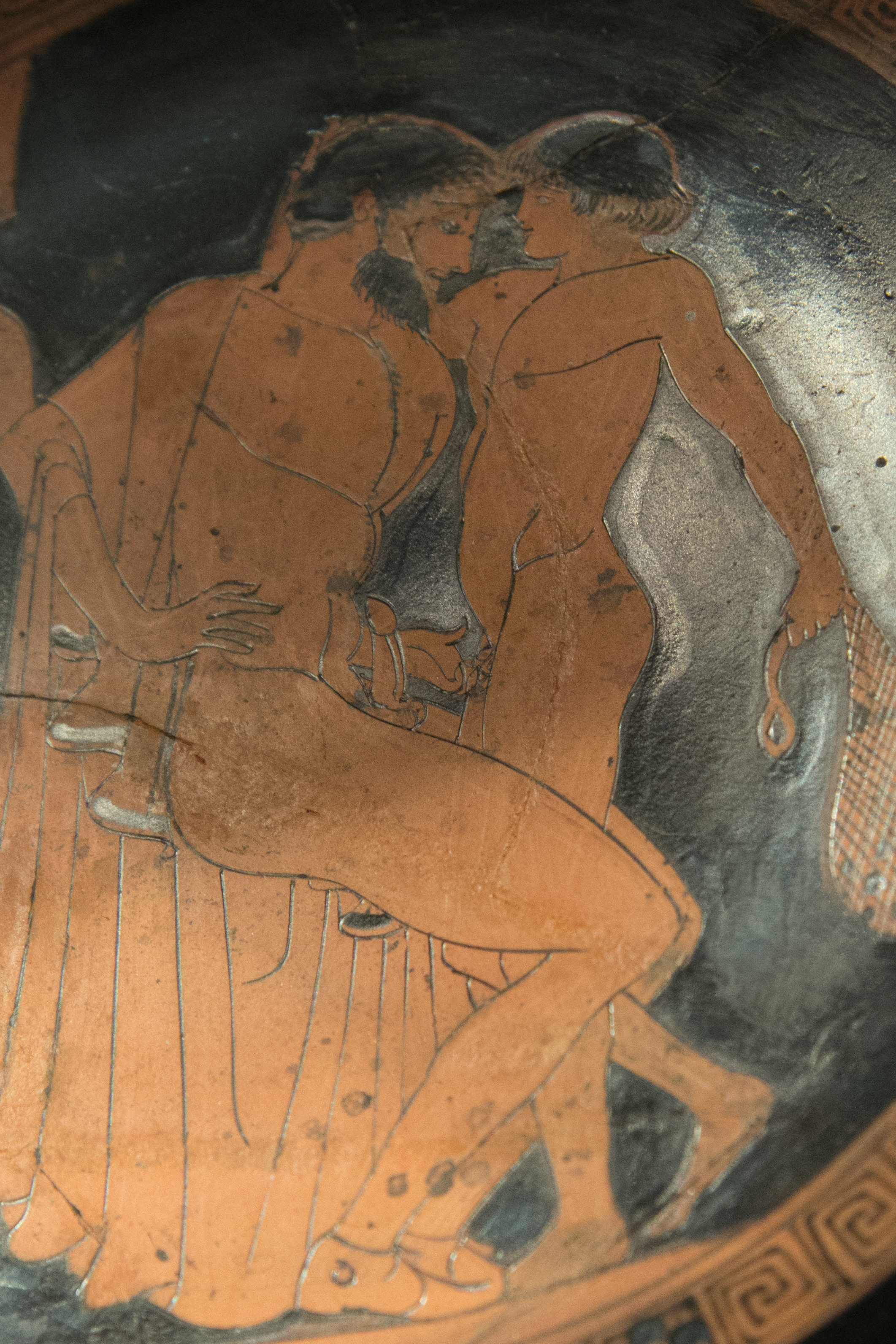
Una ilustración controvertida en Género Queer se basa en esta pieza de cerámica de figuras rojas atribuida al Pintor de Brygos.

Género Queer incluye un puñado de ilustraciones sexualmente explícitas que se han utilizado para argumentar que el libro es inapropiado para los escolares.
En un dibujo comúnmente citado, una Kobabe de 14 años fantasea con una escena en la que un hombre mayor toca el pene de un joven. La ilustración se basa en una pieza de cerámica griega antigua pintada que representa una "escena de cortejo". Los detractores la han calificado de representación de la pedofilia.
Otra ilustración frecuentemente citada por los críticos muestra a la novia de Kobabe practicando sexo oral a Kobabe mientras ésta lleva un consolador con correa. El libro también incluye una representación de la masturbación.
Estas ilustraciones sexualmente explícitas han sido ampliamente reproducidas (a veces de forma censurada) por los críticos del libro en las redes sociales, en las reuniones de los consejos escolares y en los programas de televisión conservadores. El grupo conservador Independent Women's Forum intentó comprar tiempo de emisión para un anunció que incluía imágenes de Género Queer, pero fue rechazado por ser demasiado gráfico.
La inclusión de Género Queer en las bibliotecas públicas estadounidenses y, en particular, en las escolares, ha sido objeto de numerosas críticas a partir de 2021, con objeciones centradas en un puñado de ilustraciones sexualmente explícitas. Stephanie Mencimer, que escribe para el sitio web progresista Mother Jones, argumenta que los críticos han tergiversado el libro como pornográfico al centrarse en un pequeño número de ilustraciones explícitas, que generalmente se presentan sin contexto.

### Censura comunitaria en bibliotecas públicas y escolares

#### Escuelas
Los ataques a la obra Género Queer adquirieron atención nacional después de una reunión del Consejo Escolar del Condado de Fairfax en septiembre de 2021, cuando una madre, Stacey Langton, se pronunció en contra de la inclusión de Género Queer y Lawn Boy en la biblioteca de la escuela secundaria de sus hijos. Langton llevó carteles con ilustraciones ampliadas de contenido sexual explícito de Género Queer y leyó una escena en la que la novia de Kobabe le envía mensajes de texto sexualmente explícitos como "No puedo esperar a tener tu polla en mi boca". A Langton se le cortó el micrófono a mitad de la presentación, lo que provocó abucheos de los miembros del público. El testimonio de Langton fue censurado en las imágenes oficiales de la reunión subidas por la junta, pero las imágenes sin censurar fueron capturadas y subidas a las redes sociales, donde se hicieron virales. La historia fue ampliamente cubierta por los medios de comunicación conservadores, como The Daily Wire, que utilizó el titular "WATCH: School Board Squirms as Mom Reads Them The Gay Porn In Books Available To Students" (El Consejo Escolar se estremece cuando su madre les lee el porno gay que hay en los libros a disposición de los alumnos), y en Fox News, que entrevistó a Langton en su programa matutino Fox & Friends. Poco después de la reunión, el Consejo Escolar del Condado de Fairfax retiró el libro de sus fondos bibliotecarios, pero lo reincorporó meses después tras una investigación sobre su contenido. Posteriormente, su inclusión ha sido impugnada en al menos 11 estados, hasta diciembre de 2021.
Según un informe de PEN America, las prohibiciones de libros en las bibliotecas escolares se convirtieron en un "movimiento social y político completo impulsado por grupos locales, estatales y nacionales" en el año escolar 2021-22. Si bien este movimiento de censura se centró originalmente en "discusiones sobre la raza y el racismo, en el último año, se transformó para incluir un mayor enfoque en las cuestiones e identidades LGBTQ+": el informe identificó a Género Queer como el libro más frecuentemente atacado, prohibido en 41 distritos escolares.

#### Respuestas de la biblioteca a la censura
En protesta por el creciente movimiento de censura de libros en Estados Unidos, la Biblioteca Pública de Brooklyn abrió su tarjeta electrónica de biblioteca a cualquier persona, de entre 13 y 21 años, por un tiempo limitado, a partir de abril de 2022.
En agosto de 2022, el 62% de los residentes del municipio de Jamestown votó para dejar de financiar su sistema de bibliotecas públicas después de que los bibliotecarios se negaran a retirar tres libros de las estanterías de la biblioteca: Género Queer, Kiss Number 8 de Colleen A. F. Venable, y Spinning de Tillie Walden. Antes de la votación, dos bibliotecarios dimitieron tras ser acosados por el libro Género Queer. Los activistas de la comunidad denunciaron que la presencia de estos libros en las secciones de jóvenes y adultos de la biblioteca significaba que ésta intentaba "captar" a los niños pequeños. Según el presidente de la Junta de la Biblioteca, Larry Walton, si no se renuevan los fondos, "la biblioteca se quedará sin dinero en 2023, poniendo en peligro su existencia". En protesta por la amenaza de retirar los recursos de la biblioteca, se abrieron al menos dos cuentas de GoFundMe para financiar la biblioteca hasta 2023; y para el domingo 28 de agosto, aproximadamente 4.000 personas habían donado a la campaña, incluida una donación de 50.000 dólares de la escritora de novelas románticas Nora Roberts. Adjunto a la donación de Roberts en GoFundMe había una nota que decía: "Las bibliotecas y los bibliotecarios deben ser valorados y reconocidos, nunca atacados y degradados".
En Bonners Ferry, el director de la biblioteca pública dimitió en agosto de 2022 tras el acoso relacionado con la prohibición de libros, y de Género Queer en particular.

### Política
Numerosos políticos conservadores de Estados Unidos han cuestionado Género Queer y otros libros. Henry McMaster, gobernador republicano de Carolina del Sur, pidió una investigación sobre material "obsceno y pornográfico" como Género Queer en las escuelas del estado.

Se consideró que el libro tendría un impacto significativo en la carrera electoral por la gobernación de Virginia en 2021 entre el republicano Glenn Youngkin y el demócrata Terry McAuliffe. Durante el último debate entre los dos candidatos, Youngkin se refirió al incidente viral de la reunión de la Junta Escolar del Condado de Fairfax, ocurrido apenas cinco días antes:
Lo que hemos visto en el transcurso de estos últimos 20 meses es que nuestros sistemas escolares se niegan a comprometerse con los padres. De hecho, en el condado de Fairfax esta semana pasada, vimos a los padres enfadarse porque había material sexualmente explícito en la biblioteca que nunca habían visto. Fue escandaloso. Y de hecho, usted vetó el proyecto de ley que habría informado a los padres de que estaban allí.
El proyecto de ley al que se refería Youngkin sólo se aplicaba a determinadas lecturas, no a libros como Género Queer, que simplemente estaban presentes en la biblioteca de la escuela. En su protesta a Youngkin, McAuliffe declaró: "No creo que los padres deban decir a las escuelas lo que tienen que enseñar". Esto se interpretó en general como una metedura de pata crítica que contribuyó a la derrota final de McAuliffe. Poco después del debate, la campaña de Youngkin empezó a publicar un anunció que superponía la declaración de McAuliffe a las imágenes de la reunión de la junta del condado de Fairfax.
En septiembre de 2022, el comité de acción política Maine Families First y el proyecto American Principles impulsaron iniciativas en las elecciones a gobernador de Maine de 2022 centradas en la prohibición de Género Queer. El proyecto American Principles describió estos movimientos como un esfuerzo multimillonario para "responsabilizar a los demócratas de la manipulación de nuestros hijos". Un portavoz de Janet Mills, la gobernadora demócrata en funciones, declaró: "Los padres de Maine no quieren que un gobernador interfiera en ese proceso, para dictar qué libros deben o no deben estar en el aula de sus hijos".

### Desafíos legales en los EE. UU.
En junio de 2022, los políticos de Virginia Tim Anderson y Tommy Altman demandaron a Kobabe y a Oni-Lion Forge Publishing Group (OLFPG) por Género Queer "invocando una oscura ley estatal de obscenidad" y alegando que la novela gráfica es "indecente para ser vista por menores sin restricciones". En protesta, OLFPG presentó una "Demurrer and Motion to Dismiss" (recurso de anulación y moción de desestimación) que argumenta que la petición "caracteriza de forma muy errónea la naturaleza y el tema" de Género Queer, y que los argumentos que la petición presenta son "irrelevantes para la demanda y se contradicen con el resto del libro". En general, Oni-Lion Forge Publishing Group sostiene que el denunciante "carece de legitimación y no ha presentado un caso lo suficientemente sólido como para establecer la legitimación en su alegato". La Unión Estadounidense por las Libertades Civiles (ACLU), "que representa a un grupo de librerías locales, así como a organizaciones de bibliotecarios y de defensa de la libertad de expresión", también ha presentado una "Motion to Dismiss" (moción de desestimación); la solicitud de la ACLU subraya que "si el tribunal decide que el libro es obsceno, venderlo o distribuirlo en cualquier lugar del estado sería un delito. Los comerciantes podrían ser procesados por vender el libro sin haber sido informados oficialmente de que es obsceno. Además, los de fuera de Virginia Beach lo podrían ser por vender un libro que sólo se determinó que era obsceno en un condado". El 30 de agosto de 2022, una jueza de un tribunal de circuito de Virginia Beach desestimó la petición contra Género Queer; la jueza Pamela S. Baskervill escribió que la citada ley de obscenidad era "inconstitucional a primera vista, ya que autoriza una restricción previa que viola la Primera Enmienda y la Constitución de Virginia".

## Ediciones
| Título                                | Formato      | Editor            | Fecha de publicación | Páginas | ISBN                   | Ref.          |
| ------------------------------------- | ------------ | ----------------- | -------------------- | ------- | ---------------------- | ------------- |
| Gender Queer: A Memoir                | En rústica   | Lion Forge Comics | 31 de mayo de 2019   | 240     | ISBN 978-1-5493-0400-2 | [ 4 ] [ 16 ]  |
| Gender Queer: A Memoir Deluxe Edition | De tapa dura | Prensa Oni        | 5 de julio de 2022   | 240     | ISBN 978-1-63715-072-6 | [ 12 ] [ 49 ] |